# Podjetništvo
Podjetništvo

Izraz podjetnik je francoskega izvora in predstavlja “entre-prende” kar pomeni “nekaj podvzeti”.  Angleški izraz “entrepreneur” pa pomeni “vmesnik” ali “posrednik”. Podjetništvo bi lahko v ekonomskem smislu opisali kot ustvarjanje vrednosti, ki predstavlja ustvarjanje čim večje možne razlike med vrednostjo uporabljenih sredstev (input) in vrednostjo izdelkov in storitev (output). Ta razlika pa pripelje do dobička, ki ima v podjetništvu precejšnjo težo.
Bolj poljudno lahko podjetništvo opredelimo kot proces ustvarjanja nečesa novega in prevzemanje tako nagrad kot tudi tveganja. Vendar pa moramo vsekakor biti pazljivi, saj se izraz podjetnik ekonomskem smislu razlikuje od podjetnika v psihološkem smislu. 
Razvoj teorije podjetništva in izraza podjetnik:
13. stoletje
Marco Polo, ki je poizkušal vzpostaviti trgovske poti z Daljnim vzhodom, je kot posrednik podpisal pogodbo (s človekom, ki je imel denar), za prodajo svojega blaga. 
srednji vek
Duhovniki so s sredstvi državne vlade vodili projekte, vendar niso prevzemali tveganja.
17. stoletje
Oseba (podjetnik) ima pogodbeni dogovor z vlado za izdelke ali storitev za določeno ceno. Tukaj podjetnik že prevzema odgovornosti za dobiček ali izgubo.
1725
Richard Cantillon opiše podjetnika kot osebo, ki nosi tveganje in je različna od tiste osebe, ki zagotavlja kapital. 
18. stoletje
Pojav industrializacije po svetu privede do pojava invencij (npr.: T. Edison je bil porabnik kapitala, bil je podjetnik in ne dobavitelj kapitala)
1803
Jean Babtiste Say loči dobičke podjetnika od dobičkov kapitala. 
1876
Francis Walker loči razliko med tistimi, ki in dobivajo obresti ker zagotavljajo sredstva in tistimi, ki imajo dobiček zaradi svojih upravljavskih sposobnosti. 
19. in 20. stoletje
Podjetnik organizira in vodi podjetje za doseganje lastnega dobička.
1934
Joseph Schumpeter opredeli podjetnika kot inovatorja, ki razvija nepreizkušeno  tehnologijo. 
1961
David McClelland označi podjetnika, kot osebo, ki je polna energije in prevzema zmerna tveganja.
1964
Peter Drucker je mnenja, da e podjetnik nekdo, ki povečuje priložnosti.
1975
Albert Shapero postavi definicijo podjetnika, kot nekoga, ki prevzema pobudo, organizira družbenoekonomski mehanizem in prevzema tveganje propada.
1980
Karl Vesper je mnenja, da podjetnika vidijo drugače ekonomisti, psihologi, poslovneži in politiki. 
1983
Gifford Pinchot definira notranjega podjetnika, kot podjetnika v organizaciji.
1985
Robert Hisrich definira podjetništvo kot proces ustvarjanja nečesa drugačnega in vrednega, pri čemer se vloži čas in trud, prevzema spremljajoče finančno, psihološko in družbeno tveganje ter pridobi končne nagrade v obliki denarja ali osebnega zadovoljstva. 

Viri: 
Zavod Mladi podjetnik
Katja Rakušček, Osnove podjetništva
Dejan Bukovnik, 2008. Podjetništvo in inovativnost v Sloveniji . Diplomska naloga, Ljubljana: Ekonomska fakulteta.
B. Antončič, R. D. Hisrich, T. Petrin & A. Vahčič, 2002, Podjetništvo. Ljubljana: GV Založba.